# Топірець Степан Васильович
Степа́н Васи́льович Топіре́ць (* 1898 — † 1979) — український кобзар.
В першій і другій світовій війні воював з бандурою за плечима кавалерист козак — бандурист Степан Топірець, який свій бойовий шлях бійця кавалериста закінчив під Берліном. Овіяна димом двох воєнних походів його славна бандура знаходиться в Львівському історичному музеї [1].